# Let's Make a Night of It
Let's Make a Night of It (Brasil: O Amor Sempre Vence ) é um filme de comédia musical britânico de 1938, dirigido por Graham Cutts e estrelado por Charles Rogers, June Clyde e Claire Luce.
Foi baseado na peça The Silver Spoon, de Henrik Ege.

## Elenco

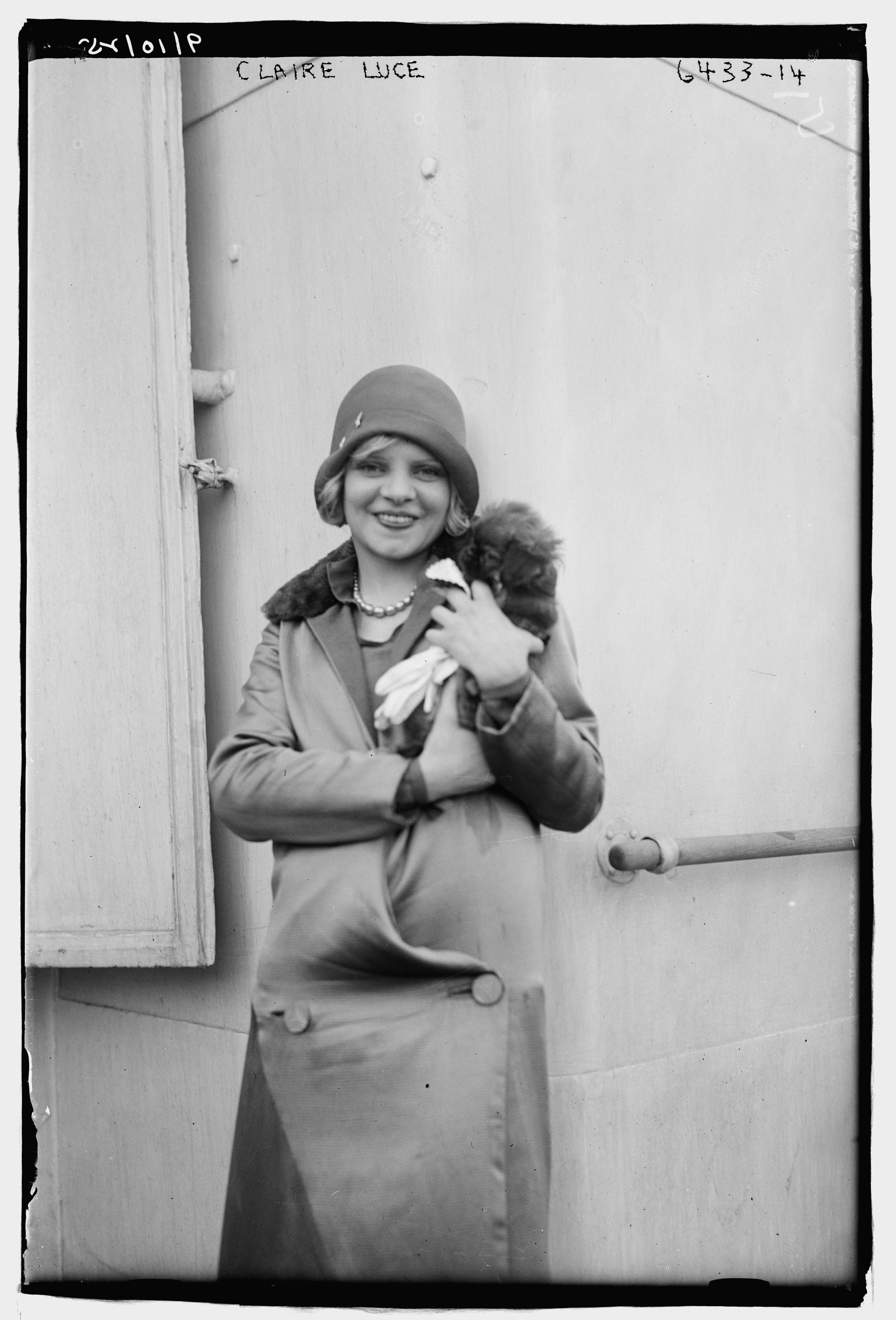
Claire Luce

- Charles Rogers — Jack Kent
- June Clyde — Peggy Boydell
- Claire Luce — Viola Vanders
- Fred Emney — Henry Boydell
- Iris Hoey — Laura Boydell
- Jack Melford — Tio Castelli
- Claud Allister — Monty
- Steven Geray — Luigi
- Anthony Holles — Head Waiter
- Lawrence Anderson — Harold
- Zelma O'Neal — Kitty
- Bertha Belmore — Policial
- Syd Wakefield — Policial
- Dan Donovan — Cantor de rua
- Brian Miche — Compere